# 瓦拉 (智利)
19°59′S 69°47′W / 19.983°S 69.783°W

瓦拉（西班牙語：Huara），是智利的城市，位於該國北部塔拉帕卡大區的艾爾塔馬魯加爾省，處於伊基克東北面45公里，面積10,474.6平方公里，2012年人口2,129人，人口密度每平方公里0.20人。